# Karolinska Institutet Science Park

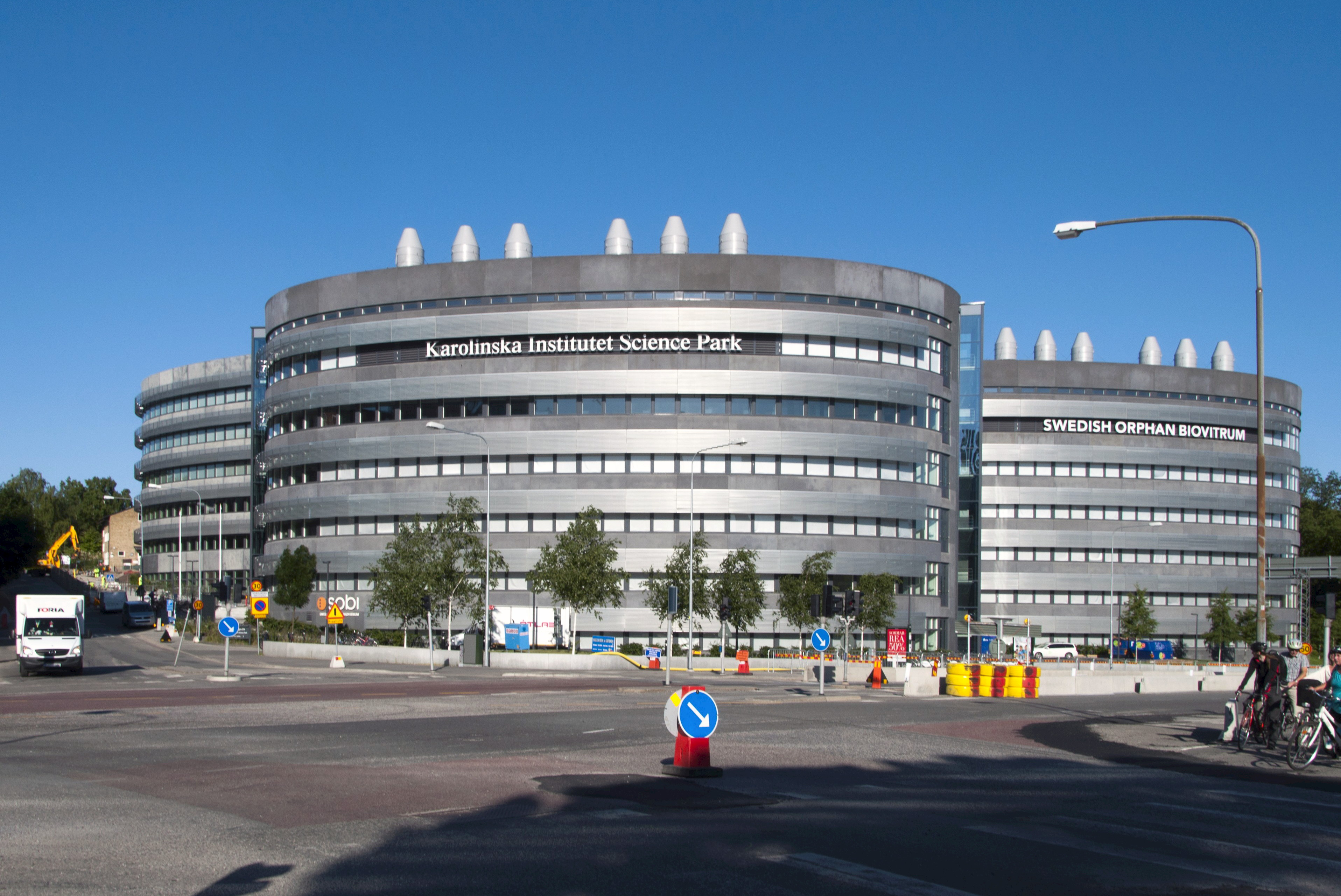
Karolinska Institutet Science Park i juli 2013.

Karolinska Institutet Science Park (KISP) är en byggnad för forskning och innovationsverksamhet på Campus Solna i hörnet Tomtebodavägen / Solnavägen i Solna kommun. Huset ägs av Akademiska Hus och ritades av SWECOs arkitekter. Komplexet består av tre volymer som invigdes mellan 2010 och 2013.

## Byggnadsbeskrivning
Karolinska Institutet Science Park består av tre separata byggnader: Alfa (närmast gathörnet Tomtebodavägen / Solnavägen, Beta (vid Solnavägen) och Gamma (vid Tomtebodavägen). Alla tre har en gemensam entrébyggnad som kallas Delta. Fastighetsägaren och byggherren, Akademiska Hus, anlitade efter en arkitekttävling konsultföretaget SWECOs arkitektavdelning (före detta FFNS) med arkitekterna Stefan Ekholm och Jon Tvedt i spetsen att formge byggnaden.
Arkitekterna ritade tre volymer med elliptisk planform och i sju våningar vardera. Husets bärande stomme är en stålkonstruktion som delvis består av så kallade svetsade deltabalkar placerade i fasaden och som huvudbalk mellan olika bjälklagstyper. Fasaderna domineras av fönsterband med bröstningar i grå lackerad plåt samt fast installerade solskärmar. Trapphusen placerades vid kortsidorna och är synliga genom stora glaspartier. Byggstart var 2007 och anläggningen stod inflyttningsklar 2013.
Hyresgäster är Swedish Orphan Biovitrum (Sobi) och Karolinska Institutet. I huset har även Science for Life Laboratory (SciLifeLab) sin verksamhet, som är ett samarbete mellan Stockholms universitet, Karolinska Institutet, Kungliga Tekniska Högskolan och Uppsala universitet. Den sammanlagda bruttoarean (BTA) är cirka 33 000 kvadratmeter. Förutom forskningslokaler med omkring 800 arbetsplatser innehåller KISP bland annat café, reception med vaktmästeri, personalutrymmen och en konferensavdelning. Karolinska Institutet Science Park blev SWECO:s bidrag till World Architecture Festival (WAF) i Barcelona år 2011, men fick inget pris.

## Bilder

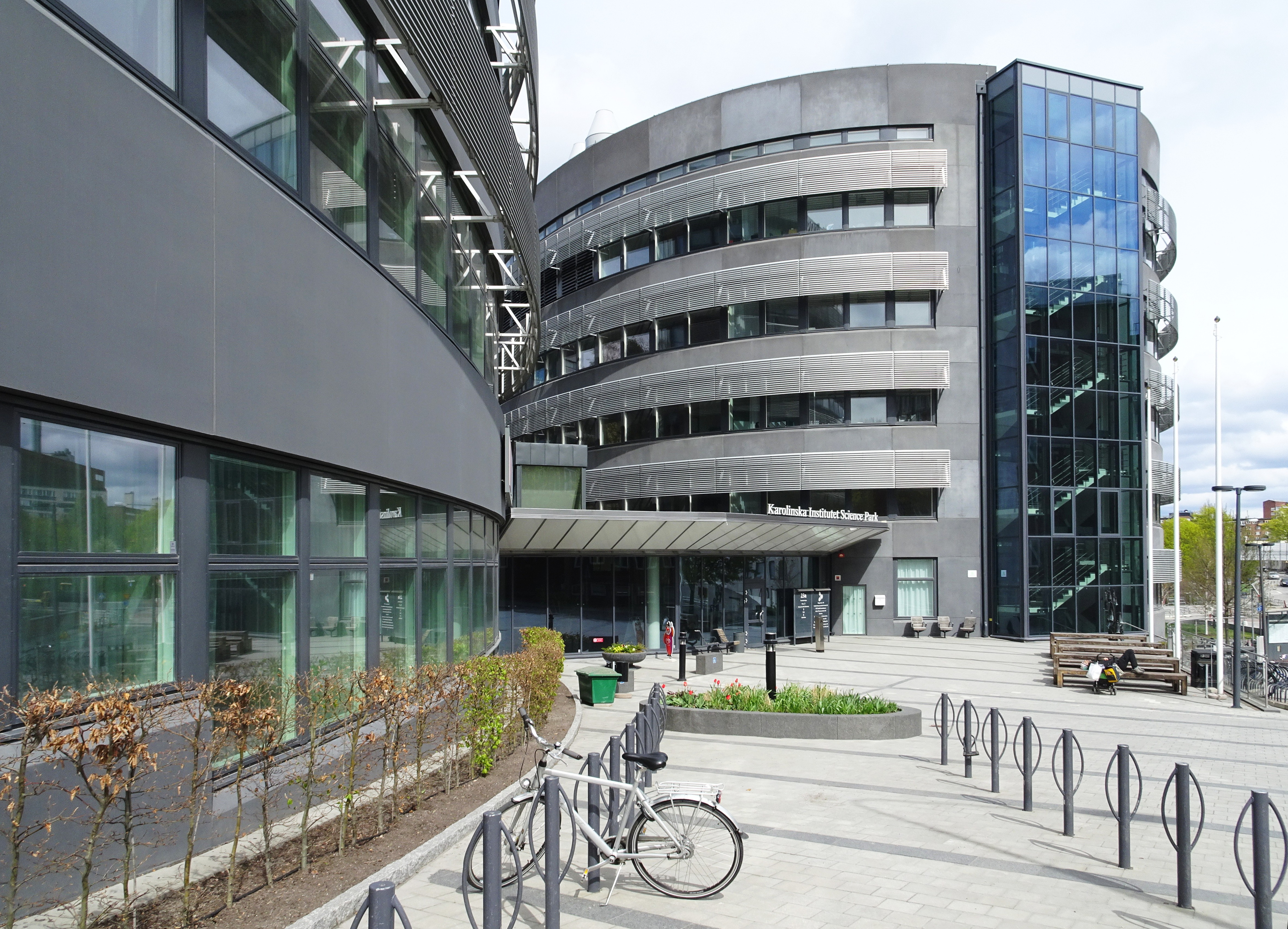
Hus "Alfa" rakt fram och "Gamma" till vänster.
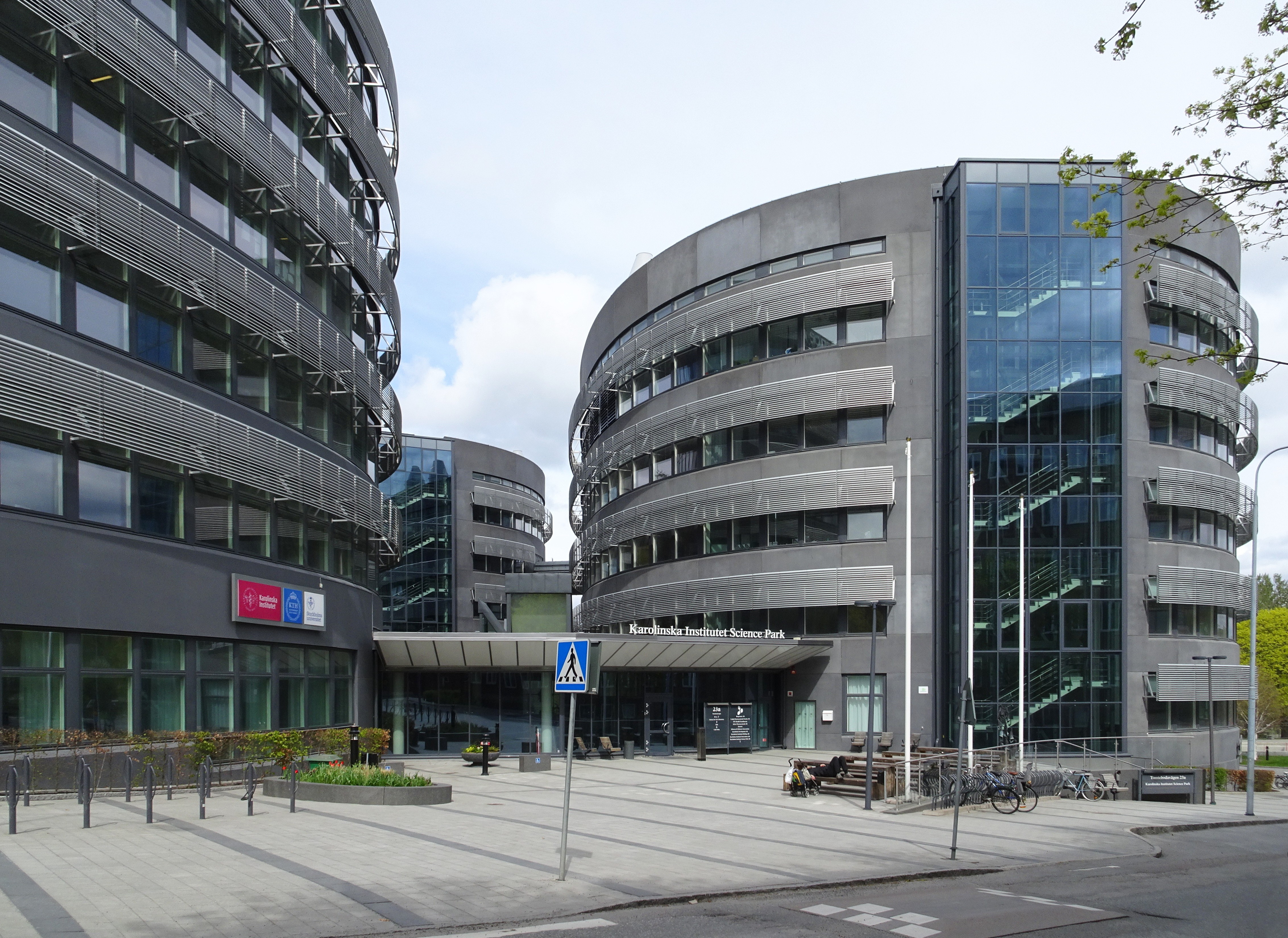
Hus "Gamma" till vänster, hus "Alfa" till höger och hus "Beta" rakt fram (huvudentrén).
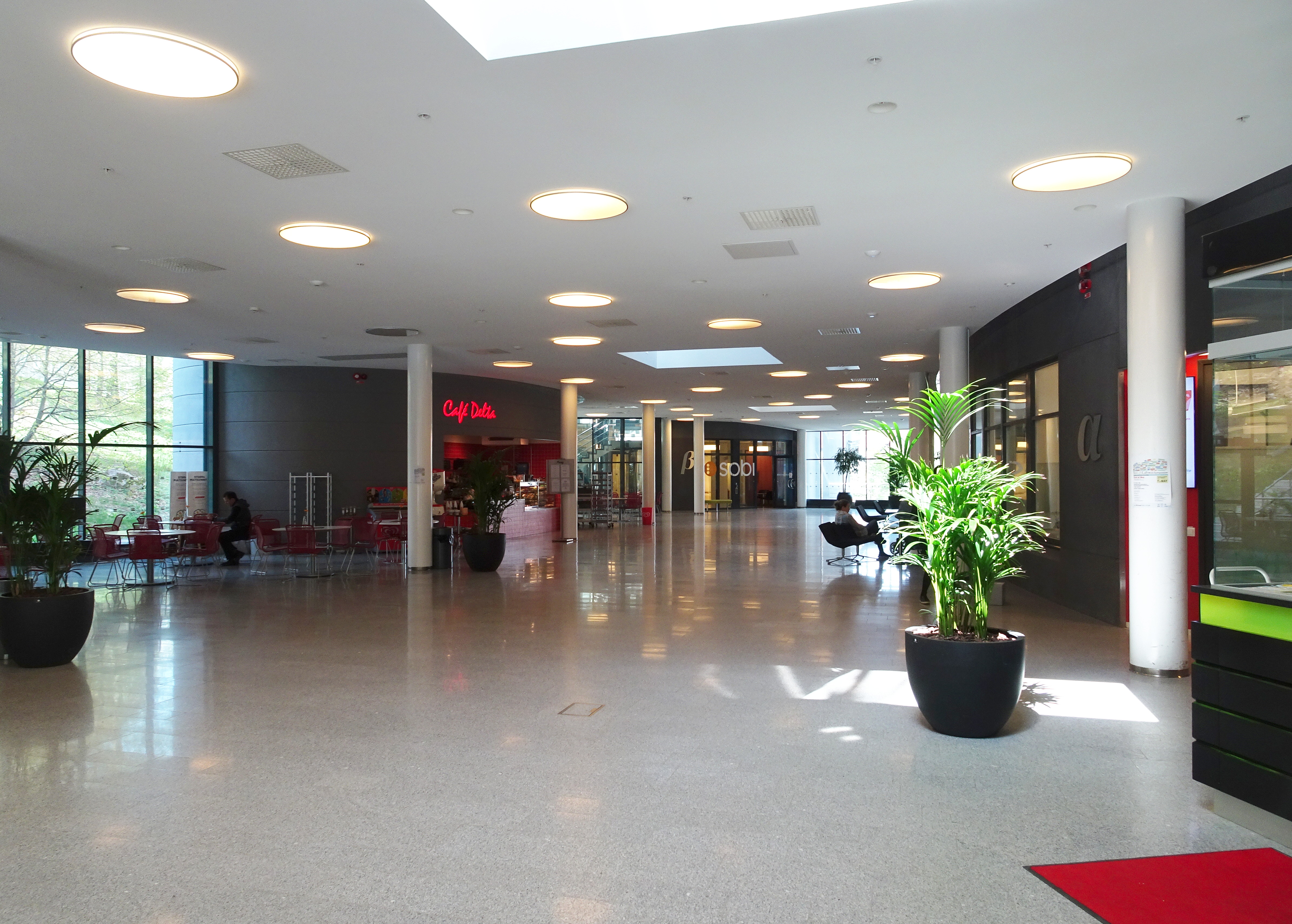
Entréhallen, hus "Delta" med "Café Delta".
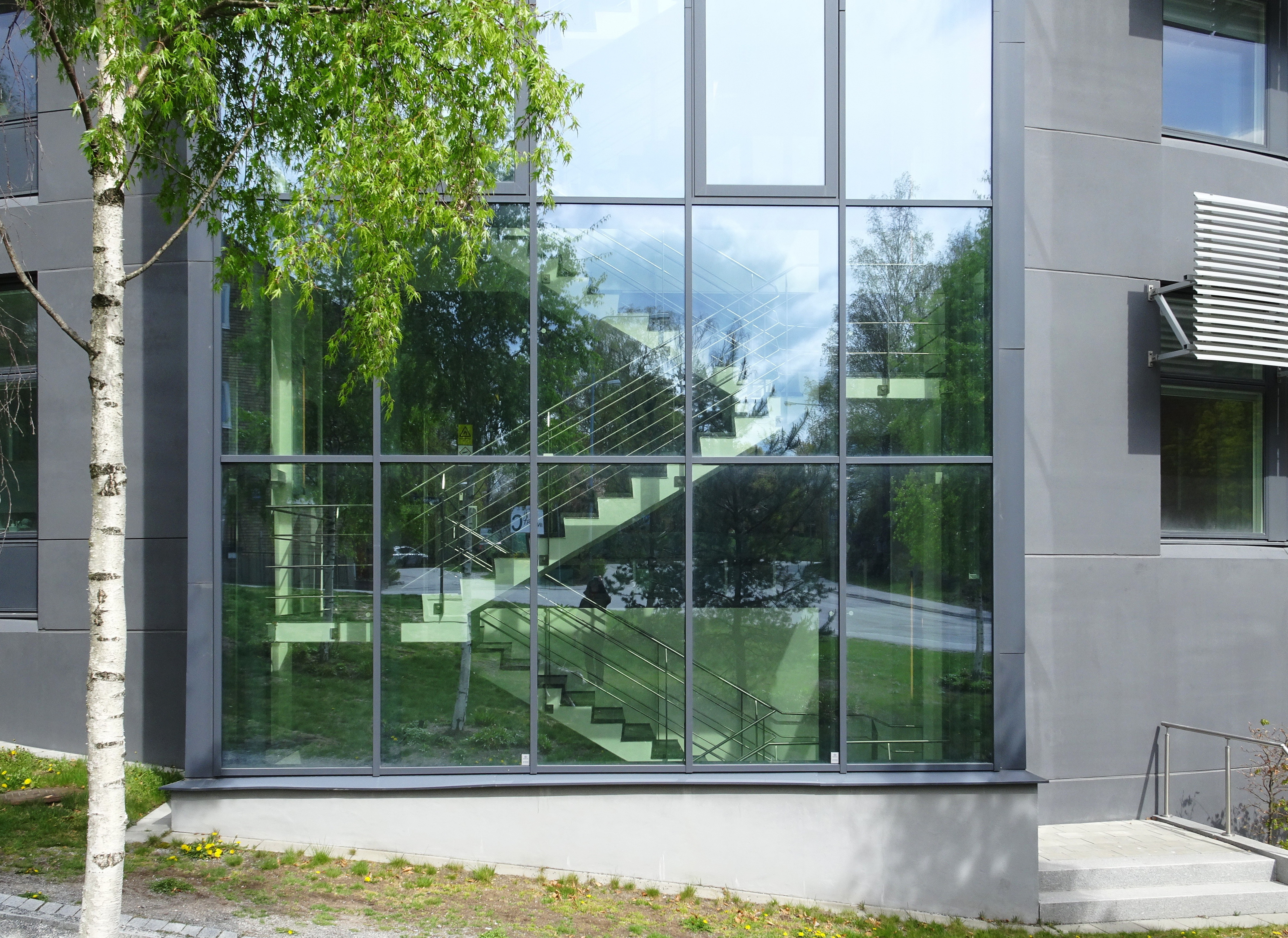
Trapphus i hus "Gamma".
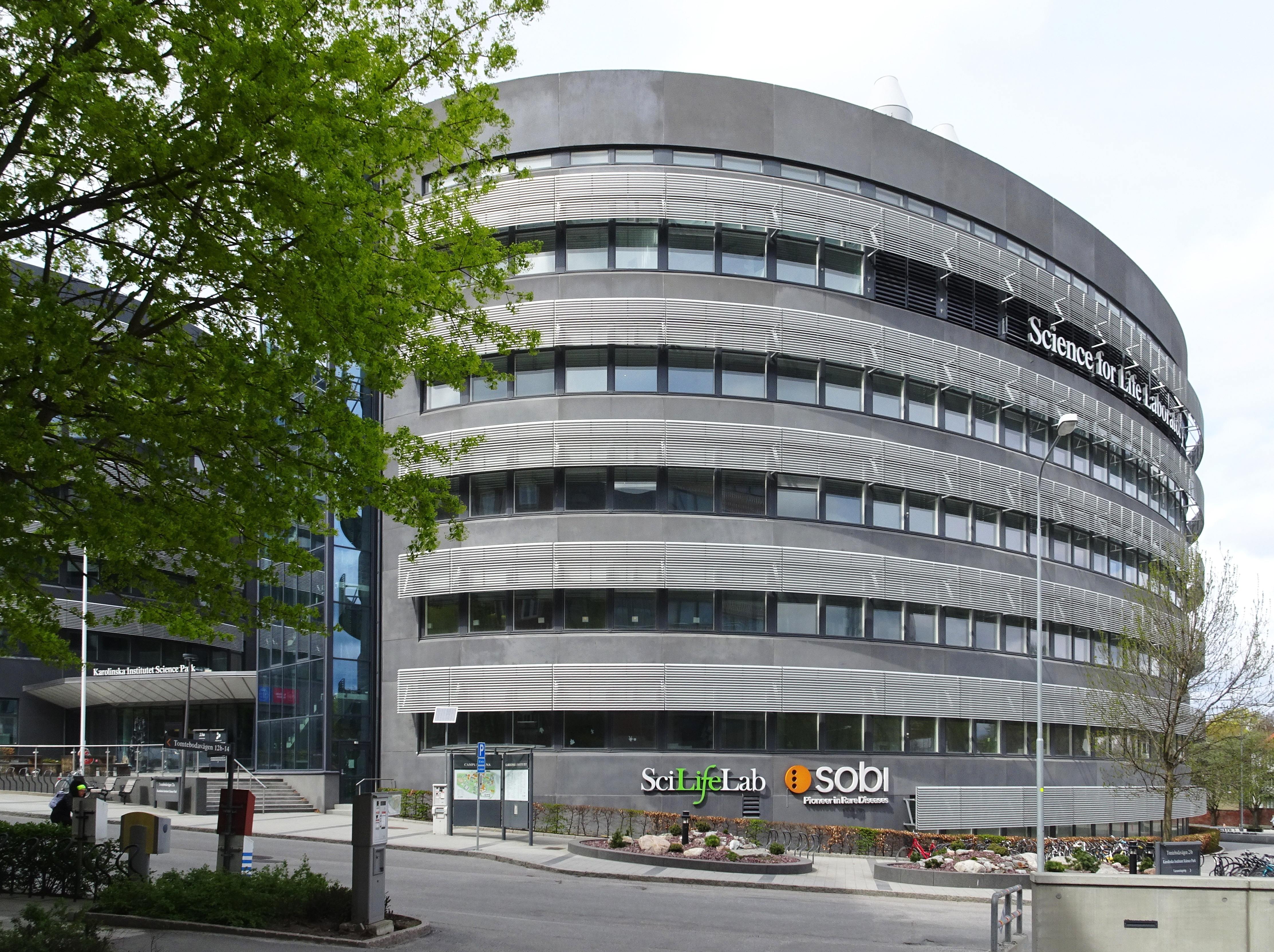
Hus "Alfa" fasad mot Solnavägen / Tomtebodavägen.